# Oreochromis upembae
Espèce
Statut de conservation UICN

 LC  : Préoccupation mineure
Oreochromis upembae est une espèce de poissons d'eau douce de la famille des Cichlidae (ordre des Cichliformes). Cette espèce fait partie des nombreuses espèces regroupées sous le nom de Tilapia.

## Répartition
Ce poisson se rencontre au Burundi, en République démocratique du Congo et en Tanzanie. FishBase précise qu'il est présent dans le bassin supérieur du fleuve Congo et dans celui de la Lomami.

## Description
Oreochromis upembae peut mesurer jusqu'à 21 cm, queue non comprise. C'est une espèce à incubation maternelle.

## Liste des sous espèces
Selon World Register of Marine Species (20 novembre 2023) :
- Oreochromis upembae malagarasi Trewavas, 1983
- Oreochromis upembae upembae (Thys van den Audenaerde, 1964)

## Classification
Le nom valide complet (avec auteur) de ce taxon est Oreochromis upembae (Thys van den Audenaerde, 1964).
L'espèce Oreochromis upembae a été décrite pour la première fois en 1964 par le zoologiste belge Dirk Thys van den Audenaerde sous le protonyme Tilapia nilotica upembae.
Oreochromis upembae a pour synonymes :
- Oreochromis upembae upembae (Thys van den Audenaerde, 1964)
- Oreochromis upembae malagarasi Trewavas, 1983
- Sarotherodon nilotica upembae (Thys van den Audenaerde, 1964)
- Sarotherodon upembae (Thys van den Audenaerde, 1964)
- Tilapia nilotica upembae Thys van den Audenaerde, 1964
- Tilapia upembae Thys van den Audenaerde, 1964

## Étymologie
Son épithète spécifique, upembae, fait référence à sa localité type, le parc national de l'Upemba (République démocratique du Congo). 

## Publication originale
- D. Thys van den Audenaerde, « Révision systématique des espèces congolaises du genre Tilapia (Pisces, Cichlidae) », Annales, Musée Royal de l'Afrique Centrale, Tervuren, no 124,‎ 1964, p. 1-155.